# Капетан Гаћероне: Први епски филм
Капетан Гаћероне: Први епски филм (енгл. Captain Underpants: The First Epic Movie) америчка је 3Д рачунарски-анимирани суперхеројско-хумористички филм из 2017. године, у продукцији DreamWorks Animation-а и дистрибуцији 20th Century Fox-а, Филм је заснован на истоименој серији дечјег романописца Дејва Пилкија. У режији је Дејвида Сорена, и корежији дизајнера продукције и дизајнера ликова Миреј Сорија и Марк Свифт. Сценарио су написали Николас Столер, а у филму глуме гласови Кевин Харт, Ед Хелмс, Томас Мидлич, Ник Крол, Џордан Пил и Кристен Шал.
Капетан Гаћероне: Први епски филм је дебитовао на Фоксовом позоришту у Вествуду 21. маја 2017, а филм је изашао у америчким биоскопима 2. јуна исте године.

## Радња
Урнебесна породична комедија о Џорџу и Харолду, враголанима изузетно бујне маште, који хипнотишу директора тако да мисли да је он заправо енергични, али ипак тупави, суперхерој капетан Гаћероне.
Урнебесно и откачено анимирано остварење засновано на књижевном серијалу писца и илустратора Дејва Пилкија. Филм прати авантуре Џорџа и Харолда, двојице маштовитих четвртака који воле да смишљају смешне смицалице. Једног дана случајно хипнотишу директора тако да мисли да је он заправо тупави херој по имену капетан Гаћероне. Али кад се испостави да је нови наставник у школи заправо осрамоћени научник који је решио да ослободи свет од смеха, Џорџ, Харолд и капетан Гаћероне морају да се удруже да би осујетили његов зли план!